# Pôle de signalisation routière en France

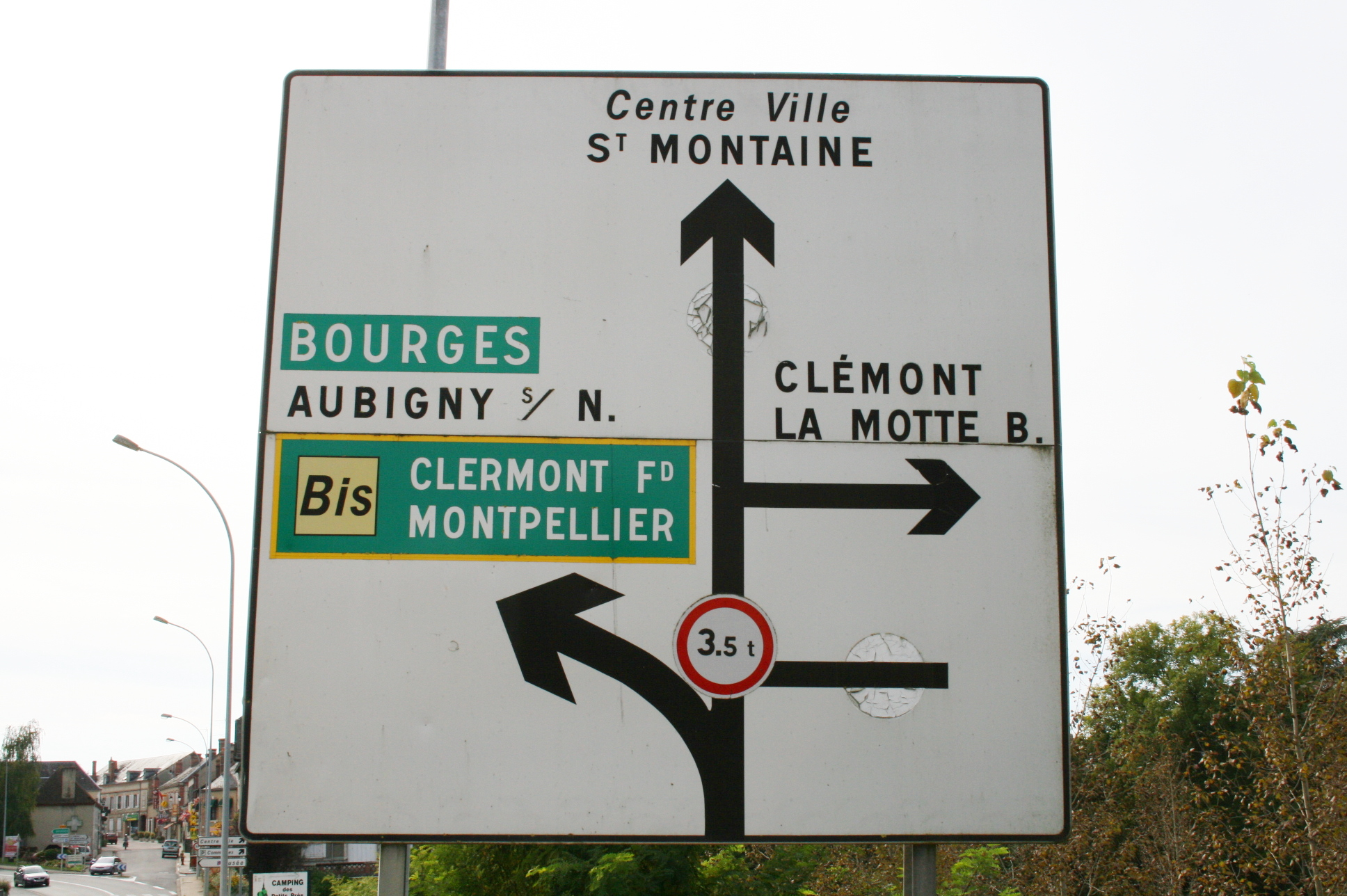
Sur ce panneau de signalisation, Bourges, Clermont-Ferrand et Montpellier sont des pôles verts, les autres mentions sont des pôles blancs.

Dans le domaine de la signalisation routière de direction, un pôle est un secteur géographique générateur de trafic (une agglomération, une zone d’activités, un hôpital, etc). À un endroit donné du territoire, l’usager de la route a une certaine perception de chaque pôle en fonction de l’importance de celui-ci et de son éloignement par rapport à l’usager.
En France, des règles précises, définies dans l'instruction interministérielle du 22 mars 1982 relative à la signalisation de direction permettent d’élaborer une étude de jalonnement, de définir les pôles et finalement les mentions de directions qui figureront sur les panneaux de jalonnement routiers.

## Pôles à prendre en compte
On appelle pôles :
- les agglomérations (au sens du code de la route), les lieux-dits et les communes ;
- les entités urbaines (zones agglomérées plus vastes qu’une commune) ;
- les quartiers, les zones d'activité ;
- les services, les équipements ;
- les sites, les zones touristiques.

Pour une raison de continuité et de cohérence de la signalisation, il est nécessaire de prendre en compte non seulement les pôles internes à l'aire d'étude mais aussi certains pôles situés à sa périphérie, voire pour les pôles importants, à plus longue portée. La liste de ces pôles externes est en général établie par Consultation des départements ou communes limitrophes ou fournie par le ministère de l’Équipement et du Développement durable pour les pôles importants.

## Dénomination des pôles
À chaque pôle doit être associée une dénomination précise (nom d'une commune, d'un quartier, d'un lieu-dit, d'un service, d'une zone d'activités, etc.). Le choix de cette dénomination doit être le plus approprié possible aux termes connus par les usagers « guidés » ou souhaités par les usagers "desservis". Cette règle sous-entend une bonne connaissance des réalités locales (ou nationales) lorsque la dénomination pose un problème et une bonne concertation locale ensuite.
Pour les pôles étrangers, le nom à indiquer est celui utilisé dans la langue française. Toutefois, si nécessaire, la traduction de cette dénomination dans la langue du pays où est situé le pôle peut être rajoutée, par exemple : GÊNES (GENOVA).
Pour les pôles régionaux, certaines collectivités ont pris l’initiative de libeller le nom du pôle en doublon dans la langue régionale. 

## Classement des pôles
Un pôle se caractérise par les fonctions qu'il remplit : fonction résidentielle, industrielle, commerciale, services, transport, loisirs, etc. Lorsque ces fonctions sont "harmonieusement" assurées, c'est-à-dire lorsqu'aucune ne supplante les autres, le nombre des habitants traduit clairement cet équilibre et l'importance du pôle : on parle alors de « pôle équilibré ».
Dans les autres cas, le nombre d’habitants n'est pas directement représentatif, d'autres indicateurs doivent être utilisés.

### Pôles équilibrés
Les études sur l’accessibilité et l’attractivité des zones urbaines ont montré que celles-ci ne varient pas de façon linéaire avec la population (ou la quantité de services offerts), mais selon une échelle logarithmique. On notera finalement que ce type d'échelle est compatible avec celui que l'usager possède intuitivement et que, de plus, il discrimine bien les pôles importants par rapport aux pôles moins peuplés.
Afin de ne pas introduire une trop grande disparité à l'intérieur de chaque niveau, le nombre de 10 échelons a été retenu avec l'intention de les regrouper deux par deux en 5 classes. Le seuil de classement étant fixé à 640 habitants.

#### Niveau calculé
Le niveau calculé est défini par :
La base 5 a été retenue en raison du fait que, lorsque la population est cinq fois plus importante, le trafic engendré est double.

#### Niveau approché
Le niveau approché  Na correspondant chacun des 10 échelons est alors défini comme égal au niveau calculé arrondi à la demi-unité ou à l'unité supérieure. Les limites de niveaux approchés sont donc dans une progression géométrique de raison {\displaystyle {\sqrt {5}}} et celles des classes dans une progression géométrique de raison 5, à une exception près (seuil de 21 000 habitants).

#### Niveau nominal
En réalité dans les schémas directeurs on parlera plutôt de niveau nominal Nn, par simplification de langage.
| Classe | Type de pôle                                        | Nn | Na  | Critère de population (1982) | Critère de population (2007) |
| ------ | --------------------------------------------------- | -- | --- | ---------------------------- | ---------------------------- |
| I      | Pôle classé d’intérêt local                         | 1’ | 0,5 | 640 < P ≤ 1 440              | 780 < P ≤ 1 750              |
| I      | Pôle classé d’intérêt local                         | 1  | 1   | 1 440 < P ≤ 3 200            | 1 750 < P ≤ 3 900            |
| II     | Pôle classé d’intérêt cantonal ou départemental     | 2’ | 1,5 | 3 200 < P ≤ 7 200            | 3 900 < P ≤ 8 800            |
| II     | Pôle classé d’intérêt cantonal ou départemental     | 2  | 2   | 7 200 < P ≤ 21 000           | 8 800 < P ≤ 26 000           |
| III    | Agglomération d’intérêt départemental ou régional   | 3’ | 2,5 | 21 000 < P ≤ 36 000          | 26 000 < P ≤ 44 000          |
| III    | Agglomération d’intérêt départemental ou régional   | 3  | 3   | 36 000 < P ≤ 80 000          | 44 000 < P ≤ 100 000         |
| IV     | Grande agglomération d’intérêt régional ou national | 4’ | 3,5 | 80 000 < P ≤ 180 000         | 100 000 < P ≤ 220 000        |
| IV     | Grande agglomération d’intérêt régional ou national | 4  | 4   | 180 000 < P ≤ 400 000        | 220 000 < P ≤ 490 000        |
| V      | Métropole d’importance nationale ou internationale  | 5’ | 4,5 | 400 000 < P ≤ 900 000        | 490 000 < P ≤ 1 110 000      |
| V      | Métropole d’importance nationale ou internationale  | 5  | 5   | 900 000 < P                  | 1 110 000 < P                |

## Couleur d'un pôle
La couleur d'un pôle dépend de la classe à laquelle il appartient.
| Couleur | Classe              |
| ------- | ------------------- |
| vert    | III, IV et V        |
| blanc   | I, II ou non classé |

Le classement des pôles verts fait l'objet d'une décision ministérielle. 

### Couleur des pôles et type de liaison
La couleur dépend aussi du type de liaison qui existe entre les deux pôles.
Le fait pour un pôle d'être « vert » n'implique pas forcément qu'il sera mentionné sur des panneaux à fond vert sur tous les itinéraires y accédant : une liaison entre un pôle III, IV ou V d'une part, et un pôle blanc d'autre part, appartient au réseau blanc : c'est le pôle blanc qui par la règle dite du « nivellement » inférieur, détermine la couleur du panneau.
Il existe d'autres règles venant tempérer la hiérarchie des pôles et les adapter aux conditions de déplacement de l'usager : la règle d'écran et la règle de domination.

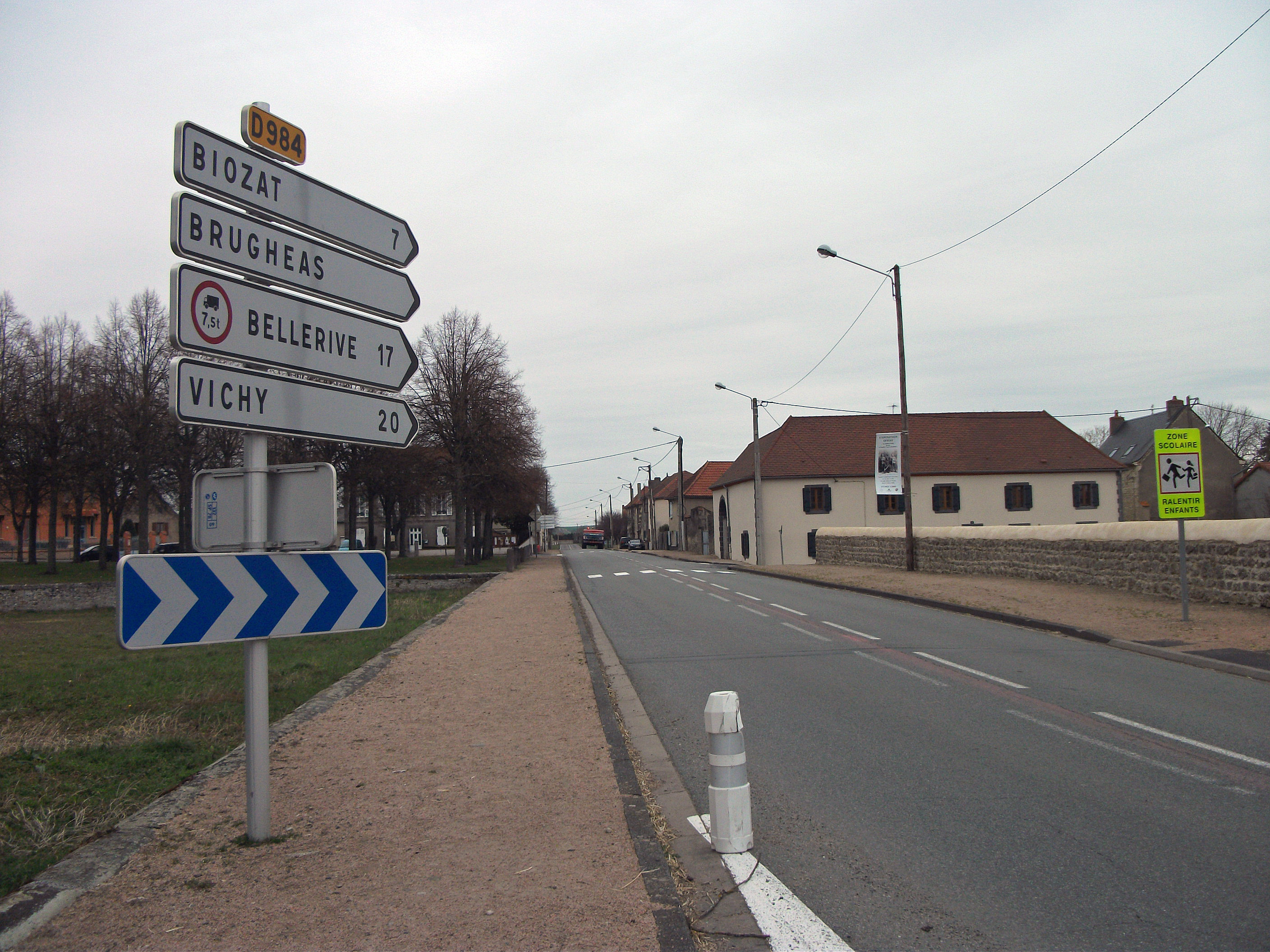
Le pôle Vichy en blanc.
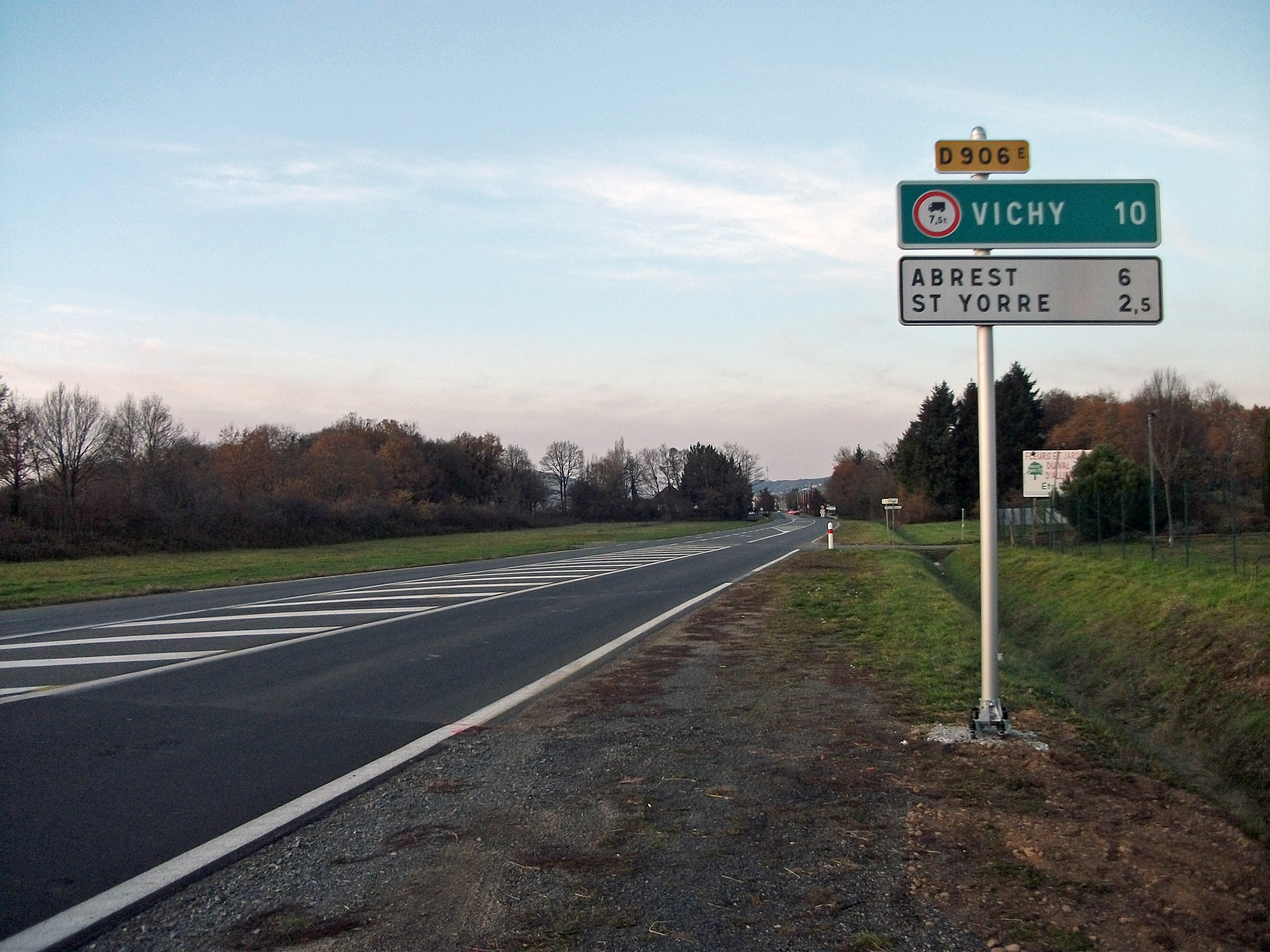
Le pôle Vichy en vert.

### Exceptions au classement en pôles
Il existe plusieurs cas d'exceptions, où certains pôles sont surclassés en vert, en dépit de leur non-respect des seuils démographiques :
- préfectures départementales,
- pôles majeurs en zones peu denses et rurales,
- sites générateurs de trafics importants, comme les lieux touristiques de premier ordre ou les aéroports.

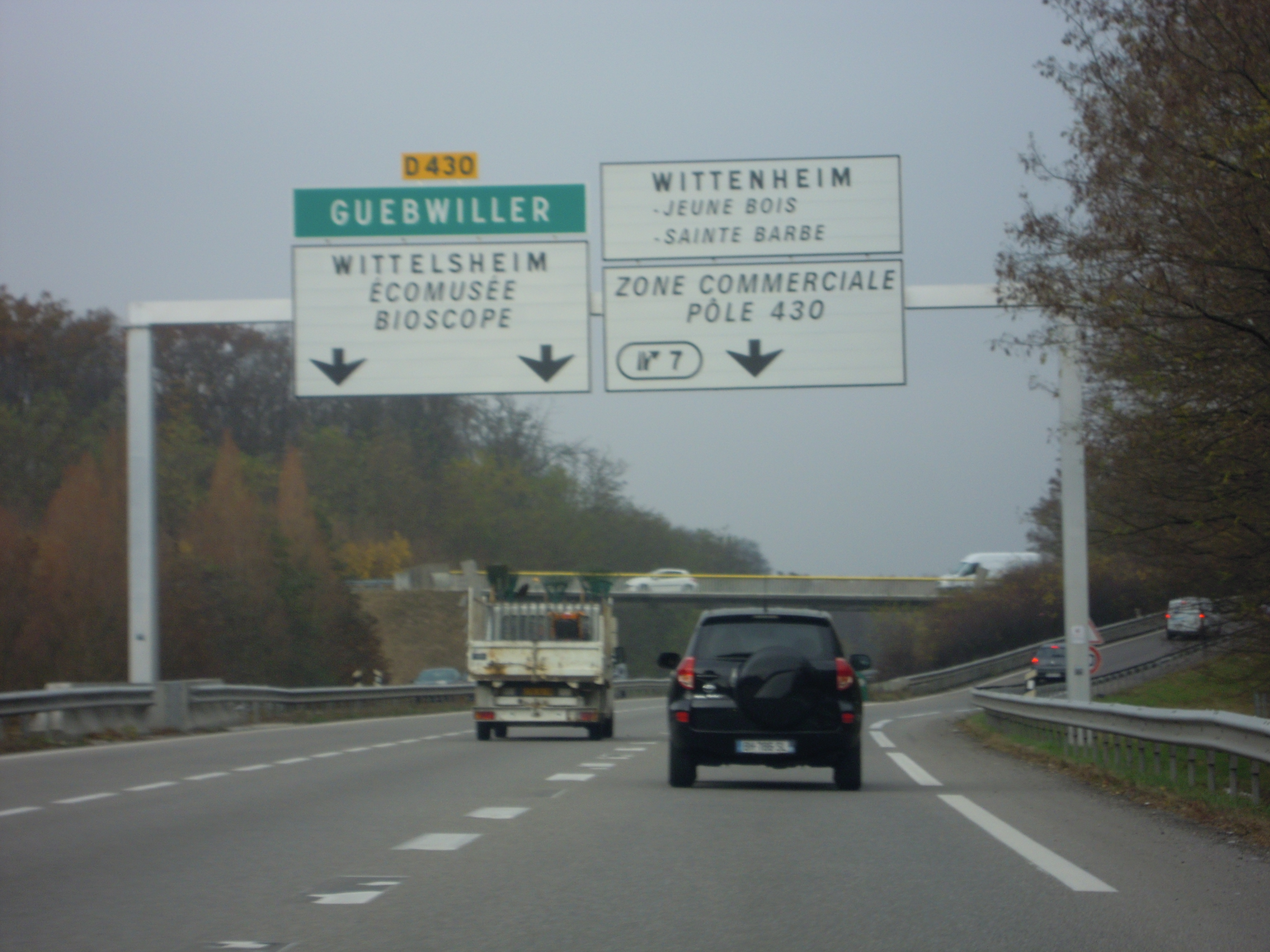
Guebwiller, un peu plus de 11 000 habitants.
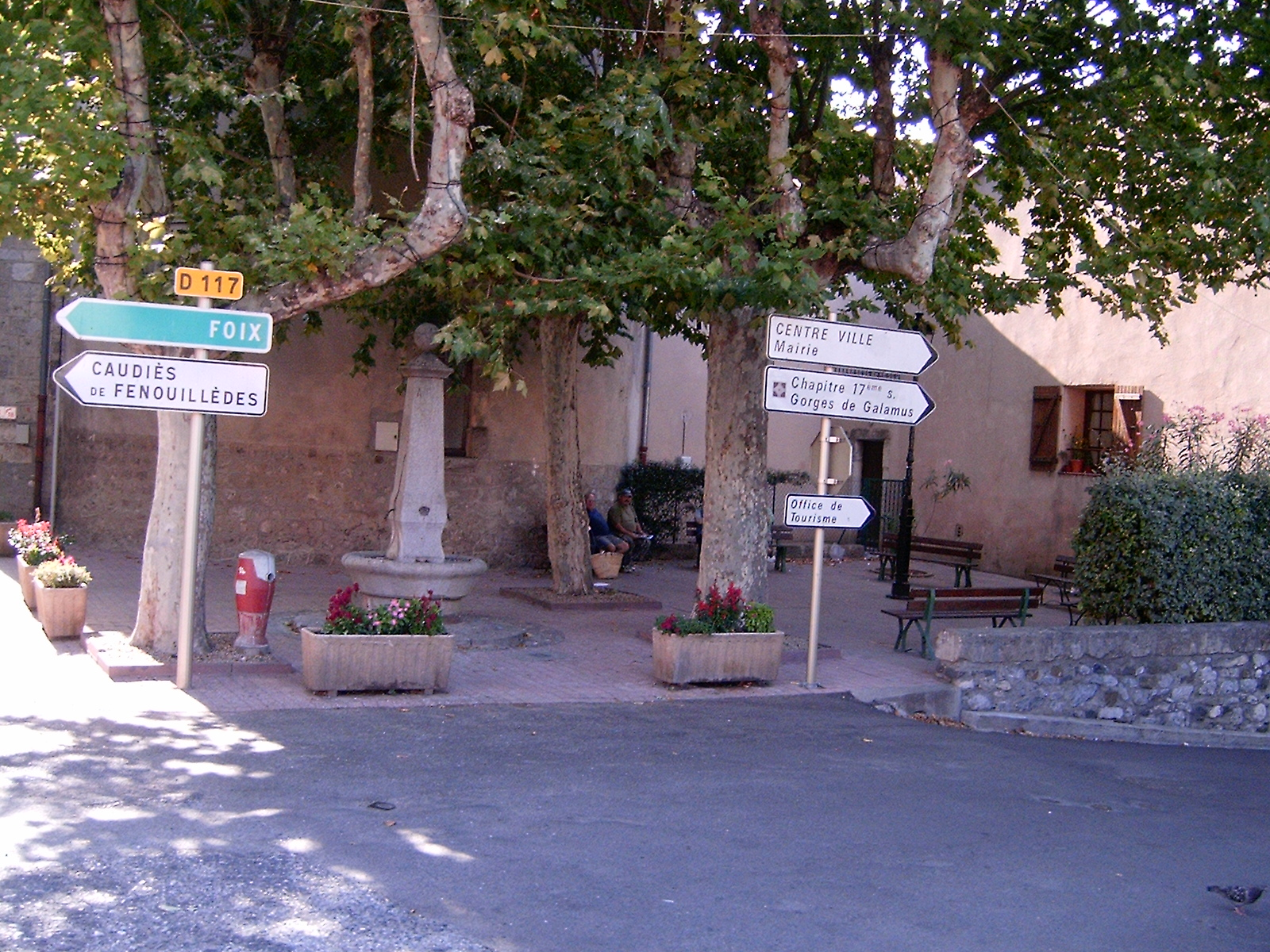
Foix, moins de 10 000 habitants mais préfecture du département de l'Ariège.
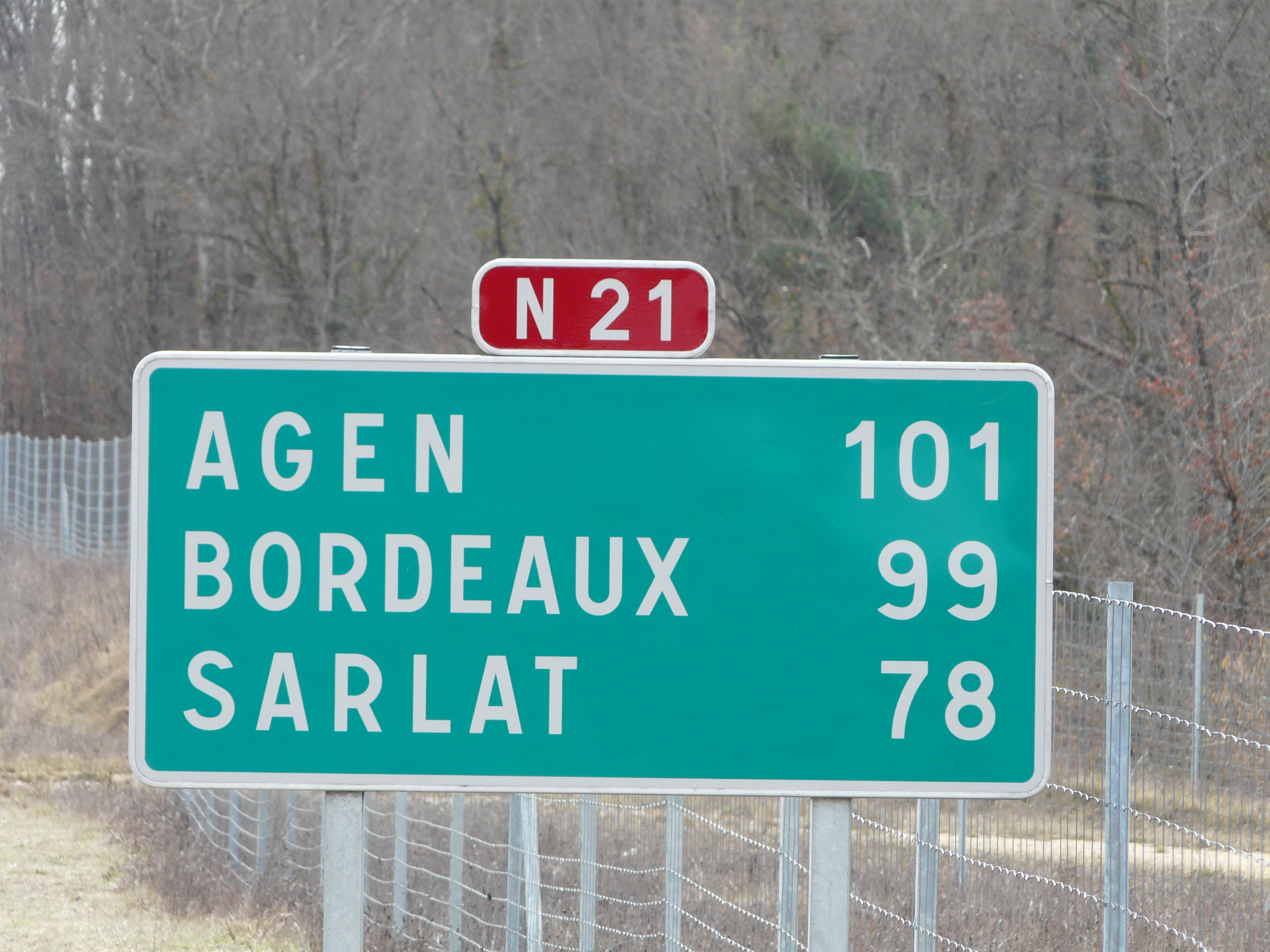
Sarlat-la-Canéda, un peu plus de 9 000 habitants mais parmi les cités touristiques les plus visitées de France.

À l'inverse, certains pôles fortement peuplés sont déclassés quand ils se situent dans des zones déjà denses en pôles verts. C'est globalement le cas de la plupart des communes de périphérie des grandes agglomérations.
La réévaluation à la hausse des seuils déterminant les classes de pôles - et donc leur couleur - en fonction de leur population, en 2007, n'a pas imposé la relégation des anciens pôles verts situés sous les 26 000 habitants. De la même façon, la variation de la population d'un pôle vert passant sous le seuil de 26 000 habitants ne paraît pas remettre en cause son statut.[réf. nécessaire]

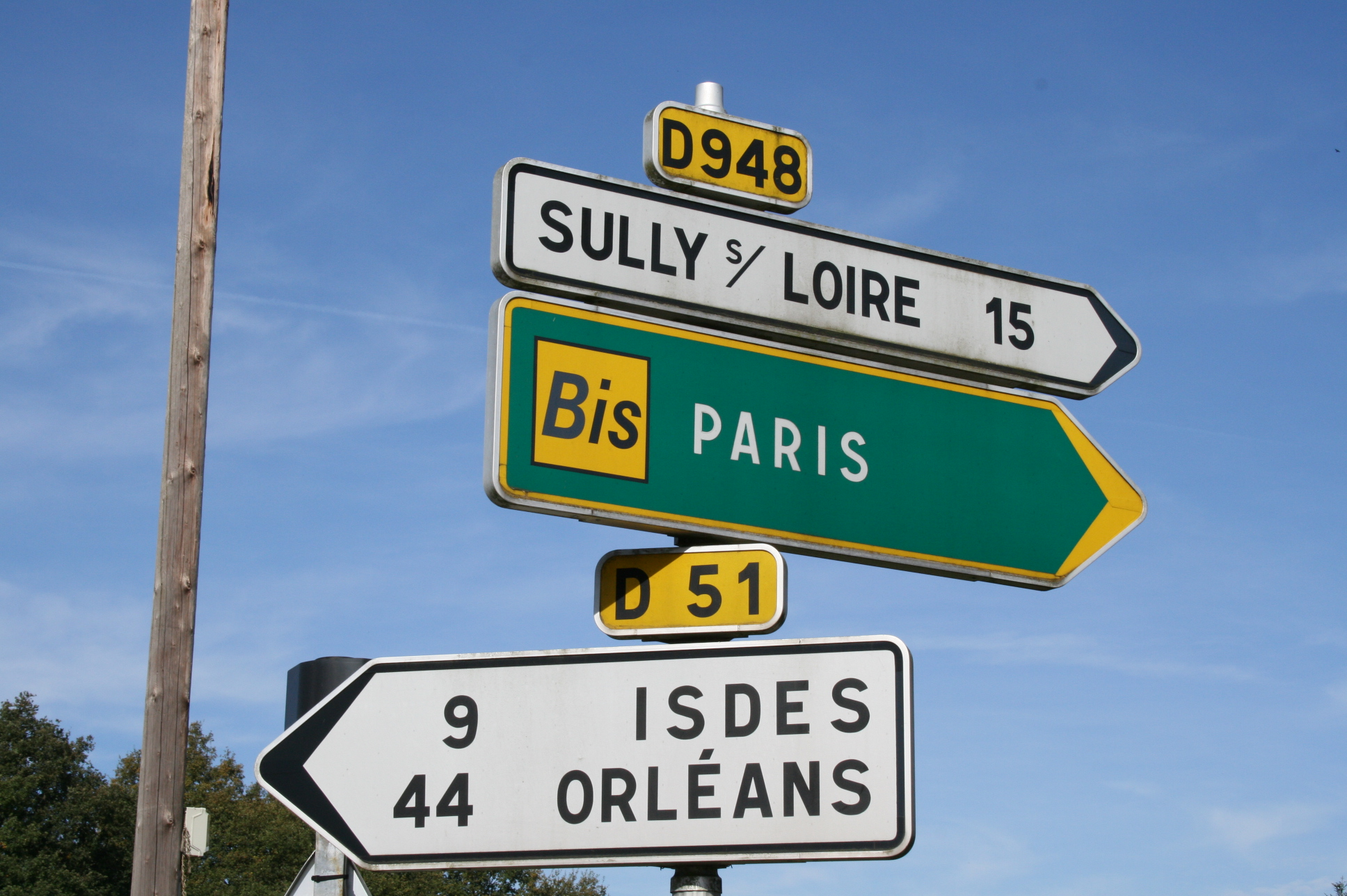
Sur ce panneau, Orléans est mentionnée en pôle blanc alors qu'elle est en classe IV.

## Sources
- Arrêté du 24 novembre 1967 modifié relatif à la signalisation des routes et des autoroutes, sur legifrance.gouv.fr
- Instruction interministérielle du 22 mars 1982 relative à la signalisation de direction.
- COTITA - Club Sécurité Exploitation Routières, 22 novembre 2012, Nouveautés 5e partie IISR, CETE Sud-Ouest.
- Ministère de l'Écologie, du Développement durable, des Transports et du Logement - La signalisation de repérage